# Sarcoprosena rufiventris
Sarcoprosena rufiventris là một loài ruồi trong họ Tachinidae.